# De Bruyne Motor

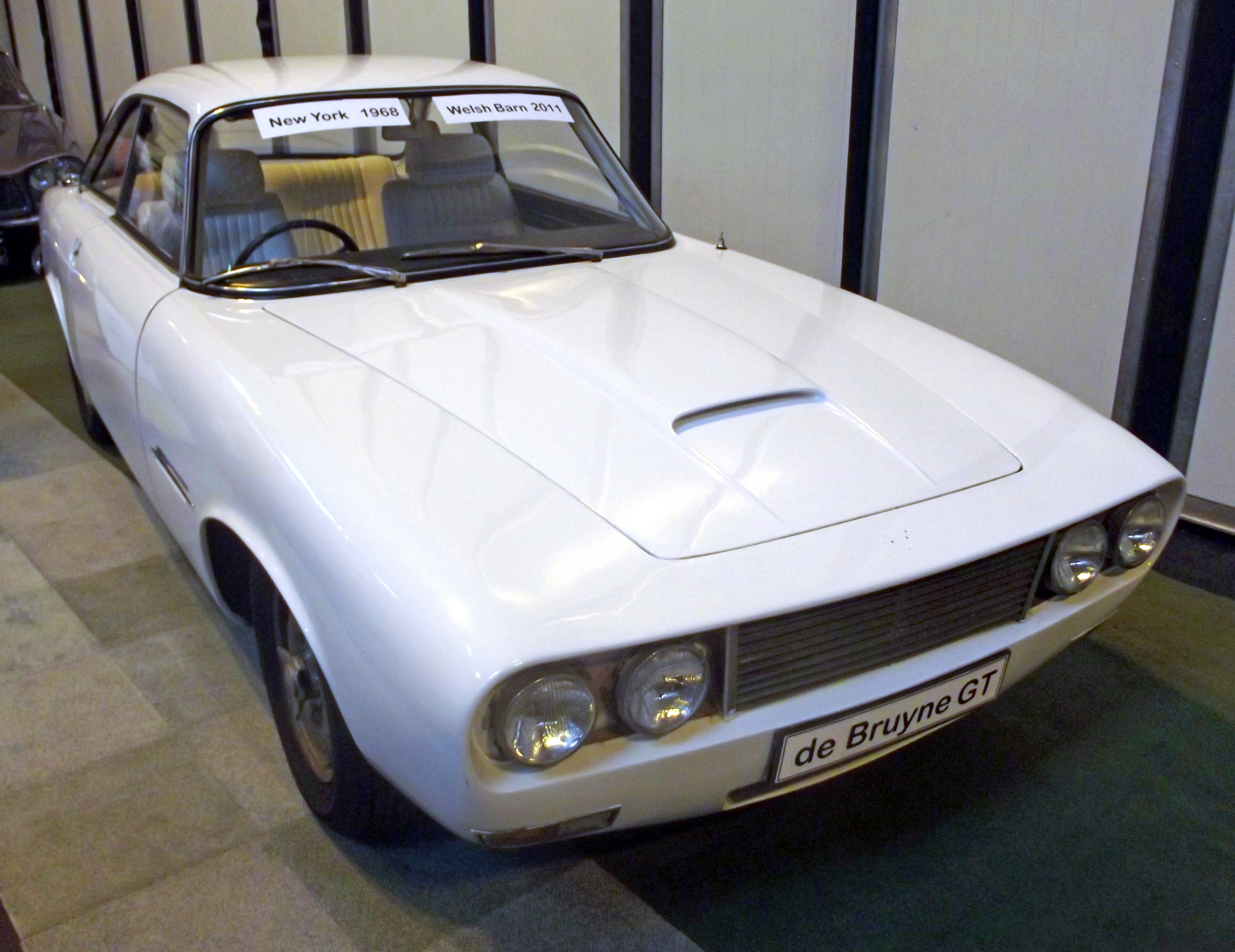
De Bruyne GT

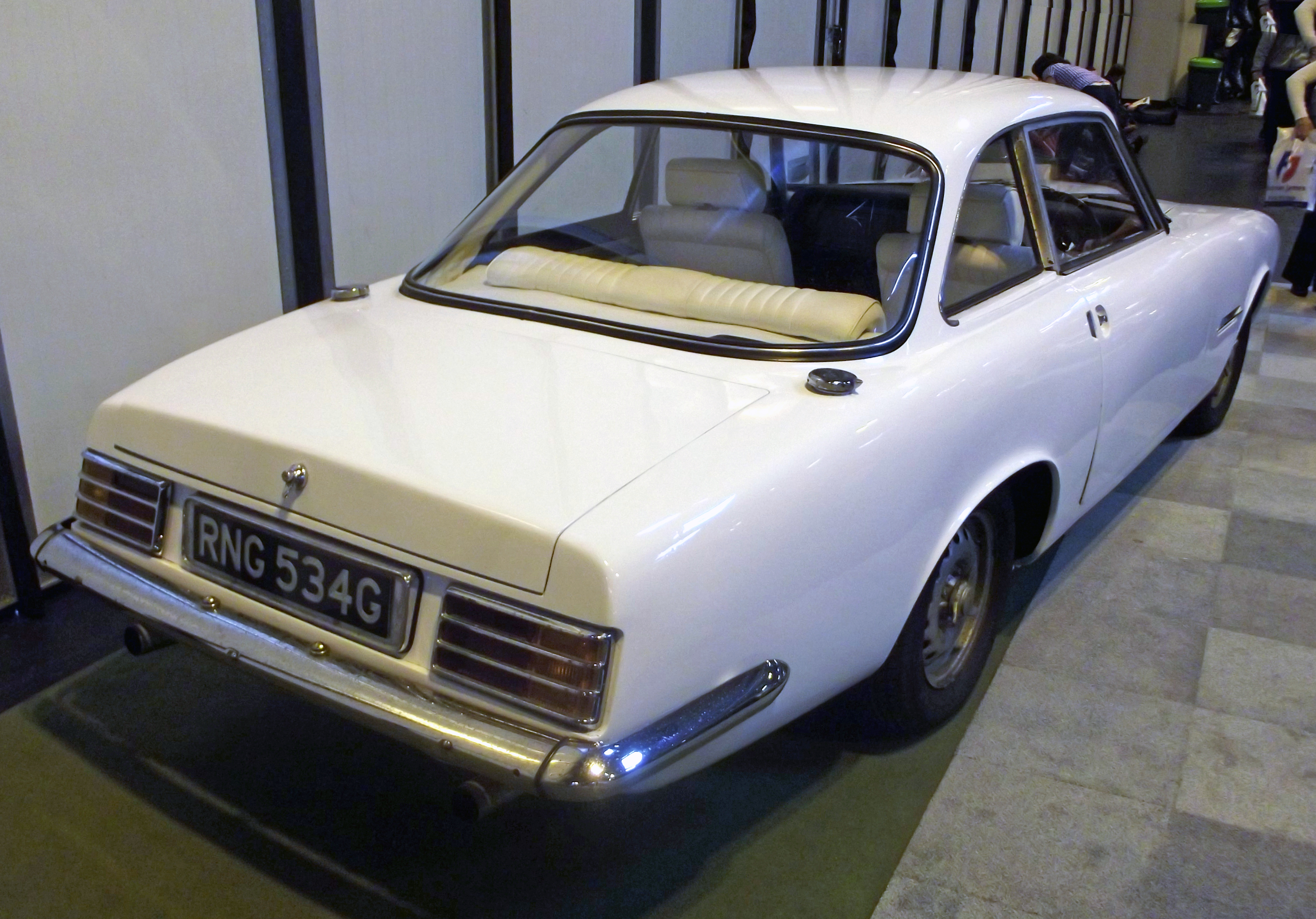
Heckansicht

Die De Bruyne Motor Co. war ein britischer Automobilhersteller, der nur 1968 in Newmarket (Suffolk) ansässig war.
Von De Bruyne gab es zwei Modelle. Das erste entsprach dem Gordon-Keeble, beim zweiten war der bekannte 5,3-l-V8-Motor von Chevrolet nicht vorne eingebaut, sondern fungierte als Mittelmotor. Ansonsten waren beide Modelle gleich. Keines der beiden Modelle kam aber auf dem Markt an.